# Epthianura crocea
Epthianura crocea là một loài chim trong họ Meliphagidae.